# Roku
El Roku Streaming Player, o simplemente Roku, es una serie de reproductores de medios digitales manufacturados por la empresa estadounidense Roku, Inc. en donde diferentes operadores proveen contenido servicio OTT en forma de canales. El nombre viene del kanji japonés 六, roku, que quiere decir «seis», y fue nombrado así ya que fue la sexta compañía que Anthony Wood (fundador y CEO desde el 2002) creó. Un dispositivo Roku obtiene la información de video vía una conexión de cable o Wi-Fi desde un router de Internet. La información es mostrada mediante un cable de audio, video o un conector HDMI directamente en algunos de los modelos del dispositivo. La programación y contenido de los dispositivos están disponibles en una amplia variedad de proveedores globales.
Aunque el dispositivo Roku puede ser usado a nivel mundial, su soporte y distribución oficial está disponible en los siguientes países: Estados Unidos, Canadá, Francia, Reino Unido, Italia, España, Argentina, Chile, Colombia, Perú, Costa Rica, Brasil, Puerto Rico, El Salvador, Ecuador, Venezuela, Bolivia, Guatemala, Honduras, México, Nicaragua, Paraguay, Uruguay, Belice y Panamá.

## Modelos de Reproductores

### Primera Generación
Roku anunció el primer dispositivo de video por Internet, el Roku DVP, el 20 de mayo del 2008. El dispositivo corre bajo una versión modificada de Linux. Antes de otoño del 2010, tres versiones del Roku DVP se hicieron disponibles: el Roku SD, HD y HD-XR. El Roku SD solo recibe contenido en definición estándar, mientras que el Roku HD admite contenido hasta 1080p. El Roku SD y HD tienen una conexión Ethernet y una antena Wi-Fi compatible con routers 802.11g. El Roku HD-XR, que transmite contenido en SD y HD tiene una antena Wi-Fi de doble banda 802.11n y un puerto USB en la parte trasera.
Roku modernizó su línea de dispositivos en septiembre del 2010. El modelo HD revisado se volvió en el modelo básico de la línea, ofreciendo la recepción de contenido a 720p, con recepción Wi-Fi de 802.11g y con un puerto HDMI. El siguiente modelo, el XD, añadió la recepción de contenido a 1080p y un control remoto mejorado. El último modelo, el XD|S ofreció video con cables componente y salida de audio óptico, una antena Wi-Fi de doble banda y un puerto USB para reproducir videos música y fotos.
En el 2015, Roku anunció que la compañía descontinuó todos los modelos fabricados antes de mayo de 2011. La compañía explicó que la tecnología de streaming evolucionó y «así, nuestros reproductores Roku».

### Segunda Generación
El 20 de julio de 2011, Roku actualizó su línea de productos con tres nuevos dispositivos. Sin embargo, la conexión Ethernet y el control remoto con movimiento para juegos están disponibles solo en el modelo XS. El Roku Game Remote utiliza la tecnología de control de movimiento Freespace de Hillcrest Labs, por lo que los usuarios pueden controlar los juegos con gestos naturales. La aplicación Netflix se renovó para el Roku 2 HD, Roku 2 XD y Roku 2 XS; los modelos actuales ahora ofrecen la opción de subtítulos, cuando el programa los proporciona.
El 11 de octubre de 2011, se presentó el Roku LT como una versión reducida y de bajo costo del Roku 2 XS. El modelo consta de dos puertos AV, un HDMI y un miniconector SD compuesto de 3.5". La misma capacidad de contenido está disponible, excepto que no puede correr juegos, y su resolución de video más alta es de 720p. No hay puerto Ethernet ni ranura para tarjetas microSD.
La función "Búsqueda de Roku" se agregó el 29 de octubre de 2012. Esta característica permite a los usuarios buscar títulos de películas y programas de televisión, actores y directores para múltiples servicios en Roku de los Estados Unidos como Amazon Video, HBO Go y Netflix. La función solo está disponible en Roku 2, Roku Streaming Stick, Roku LT, Roku HD, Roku express y dispositivos Roku TV, debido a limitaciones técnicas en los modelos anteriores.
El 14 de mayo de 2013, se lanzó una interfaz de software actualizada para las unidades Roku de segunda generación. Esta es la misma interfaz que se introdujo con el lanzamiento de su reproductor de tercera generación.
El 26 de julio de 2013, en Reino Unido, la empresa BSkyB lanzó un Roku LT de la marca Now TV, que permite a los usuarios transmitir contenido de Now TV a sus televisores, así como acceder al contenido de BBC iPlayer, Demand 5, Spotify y Sky News.

### Tercera Generación
El 5 de marzo de 2013, Roku anunció el lanzamiento de su reproductor multimedia actualizado, el Roku 3, con un CPU más rápida que el Roku 2 XS, y un control remoto Wi-Fi Direct en lugar de Bluetooth. El control remoto del Roku 3 incluye un conector para auriculares (con auriculares incluidos) para un modo de escucha privado.
Roku anunció dos nuevas versiones de sus dispositivos, para 2015: el Roku 3 (2015) tiene un nuevo control remoto, con un micrófono para búsqueda por voz, y el Roku 2 (2015) tiene un procesador mucho más rápido que el viejo Roku 2, pero su control remoto ya no tiene un conector para auriculares incorporado. El número de modelo Roku 3 2015 es el 4230; el número de modelo 2014 es el 4200. El número de modelo Roku 2 2015 es el 4210, el número de modelo anterior era el 2720. El esquema de nombres ha causado cierta confusión entre los consumidores.

### Cuarta Generación
El 6 de octubre de 2015, Roku anunció oficialmente el lanzamiento del Roku 4. El nuevo dispositivo tiene capacidad de transmisión de video 4K, un buscador de control remoto, software actualizado (Roku OS 7) y hardware que incluye soporte para Wi-Fi 802.11ac. El Roku 4 comenzó a venderse en octubre de 2015.

### Quinta Generación
El 26 de septiembre de 2016, Roku renovó su línea completa de reproductores de streaming con 5 nuevos modelos (Roku Express de gama baja, Roku Express+, Roku Premiere de gama alta, Roku Premiere+ y Roku Ultra), mientras conservaba en abril el nuevo Streaming Stick 3600 como una sexta opción. El Roku Premiere+ y el Roku Ultra admiten video HDR usando HDR10.

### Sexta Generación
En octubre de 2017, Roku presentó su sexta generación de productos. Las actualizaciones incluyeron la eliminación de los modelos Premiere y Premiere+, la introducción del Streaming Stick + (con una antena Wi-Fi mejorada), así como nuevos procesadores para el Roku Streaming Stick, Roku Express y Express+.

### Séptima Generación
En septiembre de 2018, Roku presentó la séptima generación de sus productos. Los productos Express (3900), Express+ (3910), Streaming Stick (3800) y Streaming Stick+ (3810) no presentan cambios desde la generación pasada. El Ultra es el mismo dispositivo de la generación pasada, aunque ahora viene con auriculares prémium JBL y se reempaquetó con un nuevo número de modelo de 4661. Roku resucitó los nombres de Premiere y Premiere+, sin embargo, estos dos nuevos modelos mantienen poca resemblanza a la quinta generación: los modelos Premiere (4620) y Premiere+ (4630). Los nuevos modelos Premiere (3920) y Premiere+ (3921) se basan esencialmente en el modelo Express (3900) con soporte 4K agregado.

## Roku TV
Roku anunció su primer smart TV de marca a principios de 2014 y fue lanzado a finales de 2014. Estos televisores son fabricados por diversas compañías, utilizando la interfaz de usuario Roku como el "cerebro" de la televisión. Los televisores Roku se actualizan al igual que los dispositivos de transmisión. Los modelos más recientes también integran un conjunto de características para su uso con señales de televisión por aire, incluida una guía de programación que brinda información sobre series y películas disponibles por la televisión local, así como dónde se puede transmitir ese contenido y la capacidad de pausar la TV en vivo (aunque el usuario debe conectar una unidad USB de 16 GB o más de capacidad para utilizar dicha función). En noviembre del 2020, se agregó al Roku TV, incluyendo a los smart TV, la función Airplay, que permite duplicar pantalla o compartir otra función en el iPad, iPhone o Mac.

## Software
Roku corre una distribución de Linux personalizada llamada Roku OS. Las actualizaciones del software incluyen correcciones de errores, actualizaciones de seguridad, adiciones de funciones y muchas revisiones nuevas de la interfaz. Roku envía las actualizaciones del sistema operativo a los dispositivos compatibles en una versión escalonada. Las actualizaciones del sistema operativo se extienden a un grupo porcentual de dispositivos candidatos para garantizar que la compilación sea estable antes de que esté disponible en masa.
Las versiones más recientes de Roku OS son: Roku OS 9.0 para dispositivos de transmisión compatibles y Roku OS 8.2 para televisores Roku. Roku OS 9.0 comenzó a implementarse en noviembre de 2018 para los dispositivos de transmisión de Roku; Se espera que los televisores Roku reciban la actualización 9.0 durante el primer trimestre de 2019.
Todos los dispositivos de segunda generación y más recientes actualmente reciben actualizaciones del sistema operativo Roku. Los dispositivos de primera generación ya no se actualizan.

## Servicios
No hay cuota de suscripción para el servicio, pero los canales individuales y el contenido pueden requerir una tarifa. El contenido varía de acuerdo al país donde Roku opera oficialmente. El soporte técnico se proporciona de forma gratuita.

### Aplicaciones OTT
En varios países en los que Roku tiene presencia, los usuarios pueden acceder a canales de la mayoría de servicios OTT, incluyendo locales/regionales, tales como YouTube, Netflix, Crunchyroll, Twitch, Facebook Watch, por mencionar sólo algunos.

### Canales de Roku en línea
El contenido del Roku DVP es proporcionado por los socios de Roku, y se identifica utilizando el vernáculo «canal». Los usuarios pueden agregar o eliminar diferentes canales de la Tienda de canales Roku.

### Creación de servicio para Roku Player
El Roku es un dispositivo de plataforma abierta con un kit de desarrollo de software disponible gratuitamente que permite a cualquiera crear nuevos canales. Los canales están escritos en un lenguaje específico de Roku llamado BrightScript, un lenguaje de scripting que la compañía describe como 'único', pero «similar a Visual Basic y JavaScript».
Los desarrolladores que deseen probar sus canales antes de un lanzamiento general, o que deseen limitar la audiencia, pueden crear canales «privados» o «no certificados» que requieren que el usuario ingrese un código en la página de la cuenta del sitio web de Roku. Estos canales privados, que no forman parte de la tienda oficial Roku Channel Store, no son revisados ni aprobados por Roku.
Existe un NDK (Native Developer Kit) disponible, aunque tiene restricciones adicionales.

### The Roku Channel
Roku lanzó su propio canal de transmisión en sus dispositivos en octubre de 2017, exclusivamente para Estados Unidos. El servicio es gratuito, pero con anuncios. El canal contiene contenido licenciado de estudios como Lionsgate, MGM, Paramount, Sony Pictures Entertainment y Warner Bros., así como canales como American Classics, FilmRise, Nosy, OVGuide, Popcornflix, Vidmark y YuYu. Está implementándose un modelo de reparto de ingresos publicitarios con los proveedores de contenido. A partir del 8 de agosto de 2018, The Roku Channel también se encuentra disponible en la web. Roku también agregó la sección «Free Featured (destacados gratis)» en la sección superior del menú principal desde donde los usuarios pueden acceder a series y películas de sus socios.
En enero de 2019, las opciones de suscripción prémium de proveedores de contenido seleccionados se agregaron a The Roku Channel.

### Medidas antipiratería
Durante el verano de 2017, Roku comenzó a aplicar medidas para eliminar varios canales privados que son usados para emitir contenido ilegal.

## Controversias

### Intento de prohibición del dispositivo Roku en México
En junio de 2017, un tribunal de la Ciudad de México prohibió la venta de productos Roku en México, luego de quejas de la empresa Cablevisión, propiedad de Televisa, que indicaba que los dispositivos estaban siendo utilizados por personas que transmiten ilegalmente contenido televisivo sin permiso de los titulares de derechos de autor. Los dispositivos fueron utilizados para instalar los servicios, que no se ofrecieron en la Channel Store oficial. Roku se defendió de las acusaciones, afirmando que estas aplicaciones no estaban oficialmente certificadas y que la compañía ha tomado medidas activamente para evitar que su plataforma se utilice para servicios de transmisión ilegal.
El 16 de octubre de 2018, el 11.º Tribunal Colegiado de lo Civil en la Ciudad de México levantó dicha prohibición en México.

### Restricción de Canales debido a Medidas antipiratería
Durante mayo de 2018, en un intento de Roku de detener la piratería, los usuarios de canales populares como YouTube y Netflix y varios otros canales populares de Roku fueron recibidos por un logotipo del FBI advirtiéndoles que el canal fue eliminado por piratería. Esto fue un error por parte de Roku y se resolvió rápidamente.